# 닭찜
닭찜은 한국의 닭고기 요리이다. 닭을 잘게 토막 치고 갖은양념을 하여 국물이 바특하게 흠씬 삶아 만든 찜 요리이며, 안동찜닭이 유명하다.

## 같이 보기
- 닭갈비
- 닭볶음탕